# Ахеменидско царство
Ахеменидското царство (на староперсийски: Ariyānām Xšaçam) е историческа държава (550 пр.н.е. – 330 пр.н.е.)
Наричана е също Старо персийско царство, тъй като е първото царство, поставило началото на Персийската империя. То е основано от староперсийската династия на Ахеменидите и съществува от края на 6 век пр.н.е. до края на 4 век пр.н.е. на части от Централна и Западна Азия и Североизточна Африка (днешните държави Турция, Кипър, Иран, Ирак, Афганистан, Узбекистан, Таджикистан, Туркменистан, Сирия, Ливан, Израел, Палестина и Египет). Към края на 6 век пр.н.е. границите му се простират от река Инд на изток до Егейско море на запад, от първите прагове на Нил на юг до Задкавказието на север.

## Извори
В някои вавилонски източници (манифест на Кир, хроника за падането на Вавилон) се разказва за събития от царуването на Кир II. Най-стари първоизточници са надписите на Кир при Пасаргад. Най-обемен и ценен е Бехистунският надпис от царуването на Дарий. Съществуват и други надписи – в дворците в Персеполис, в Суза, при езерото Ван и т.н. Обикновено надписите от времето на Ахеменидите се на три езика: (староперсийски, еламски и вавилонски). През 1933 – 1934 г. в Персеполис е намерен архив от хиляди глинени таблички с клинописно писмо. В елефантинските папируси, намерени на остров на Нил при Асуан, се описват военни колонии на Ахеменидите в Египет. Ценни сведения за персите са оставили древногръцките историци Херодот и Ксенофонт.

## История
Ахеменидското царство се разширява за първи път през 550 пр.н.е. при Кир II чрез анексията на Медийското царство. През 547 г. пр.н.е. е завладяно Лидийското царство, малко по-късно са подчинени гръцките градове по крайбрежието на Мала Азия. През 539 пр.н.е. са покорени Елам и Нововавилонското царство.
Около 500 пр.н.е. към царството принадлежат също части от днешните държави Либия, Гърция, България, Пакистан, също територии в Кавказ, Судан и Централна Азия. През 330 пр.н.е. Александър Велики прекратява владичеството на Ахеменидите.

## Хронология
Датите са приблизителни